# Scolyminae
Scolyminae Less., 1832 è una sottotribù di piante angiosperme dicotiledoni della famiglia delle Asteraceae.

## Etimologia
Il nome di questa sottotribù deriva dal suo genere più importante (Scolymus) che a sua volta è stato ricavato dalla parola greca "skolymus" che indica una specie di cardo o carciofo. Il riferimento non è molto chiaro in quanto la somiglianza di questi fiori con il carciofo è molto tenue. Questo nome è stato usato anticamente da Plinio per la specie Scolymus hispanicus.
Il nome scientifico di questo gruppo è stato definito per la prima volta dal botanico tedesco Christian Friedrich Lessing (Syców, 1809 – Krasnojarsk, 1862) nella pubblicazione "Synopsis generum Compositarum, earumque dispositionis novae tentamen, monographiis multarum Capensium interjectis : 126" del 1832.

## Descrizione

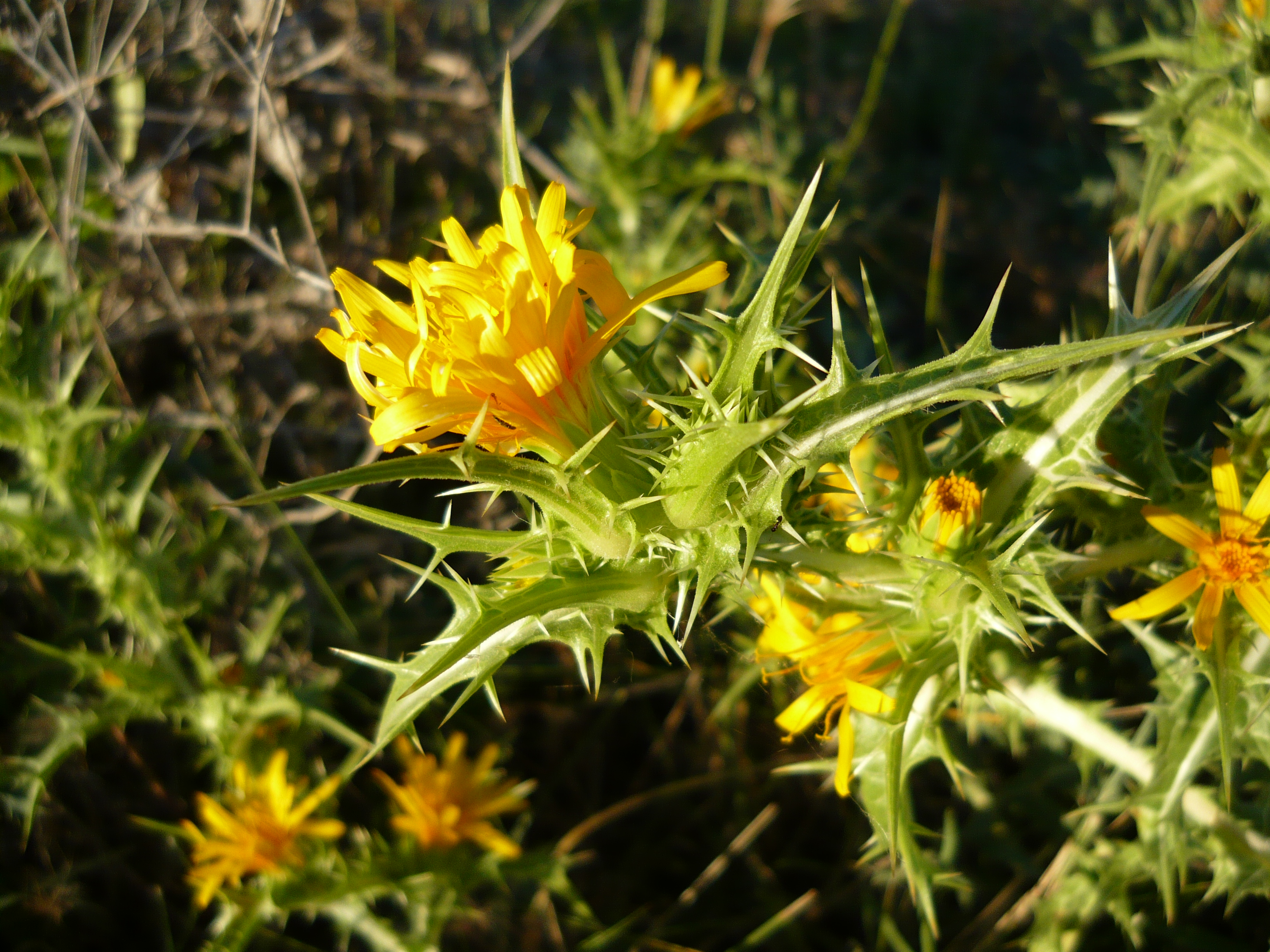
Il portamento
Scolymus hispanicus

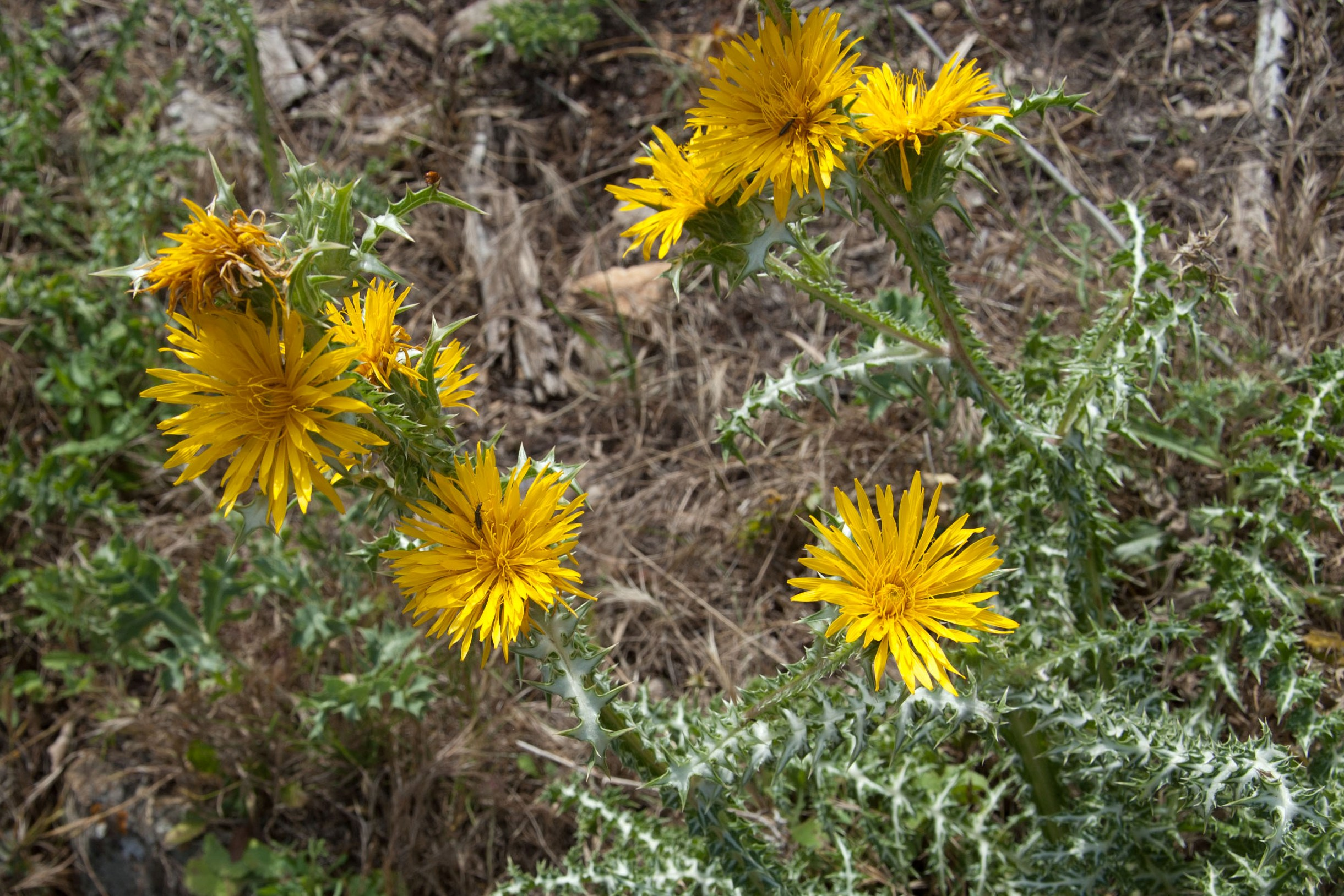
Le foglie
Scolymus grandiflorus

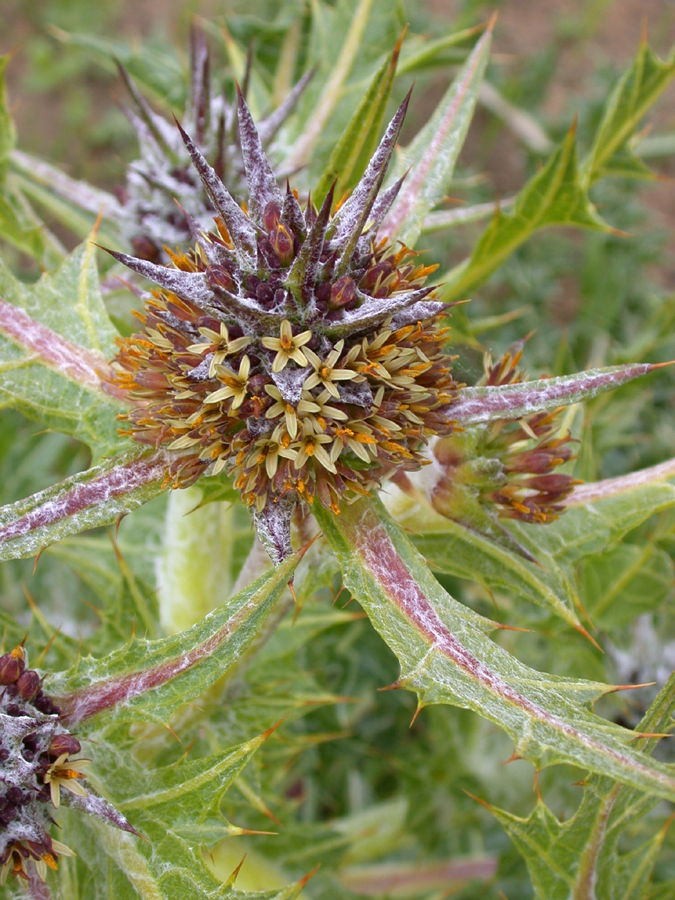
Infiorescenza
Gundelia tournefortii

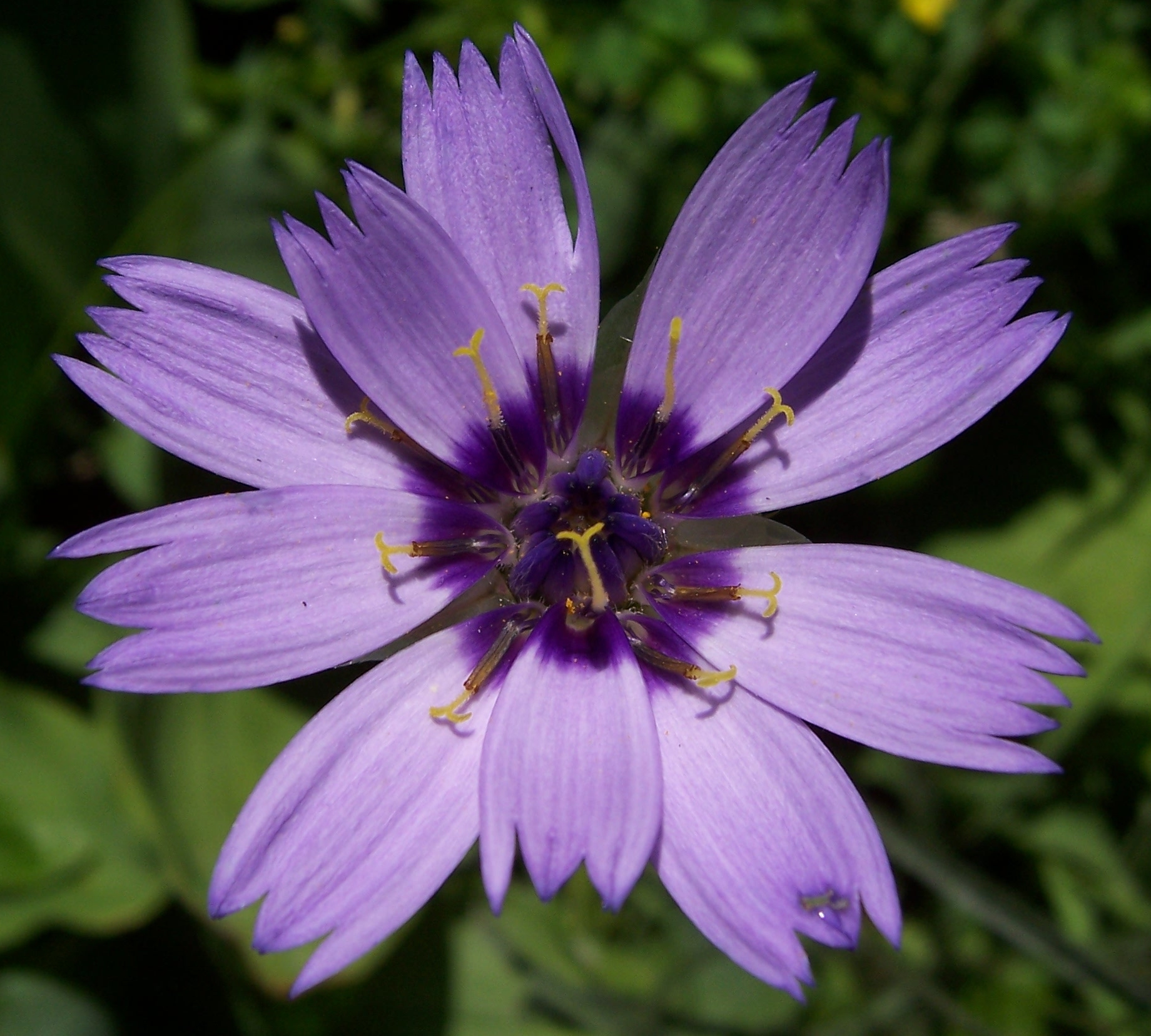
I fiori
Catananche caerulea

Habirus. Questa sottotribù è caratterizzata da specie sia annuali o che perenni; l'habitus si presenta molto spinoso con steli alati. In queste piante sono presenti sia condotti resiniferi che canali laticiferi. In particolare i generi Gundelia e Scolymus sono laticiferi con foglie spinose e con capolini sessili; inoltre in Gundelia i fiori sono solamente tubulosi.
Fusto. I fusti sono eretti, glabri o pelosi. Sono ramosi nella parte alta e in genere sono fogliosi. I rami possono essere alati.
Foglie. Le foglie possono essere sia basali che cauline. Le lamine sono intere-lineari o lanceolate di tipo pennatosette con lobi grossolani e disposte lungo il fusto in modo alterno. Queste foglie in genere sono spinose.
Infiorescenza. Le infiorescenze sono composte da capolini che possono essere sia singoli che multipli. I capolini sono formati da un involucro composto da brattee (o squame) all'interno delle quali un ricettacolo fa da base ai fiori ligulati (o in alcuni casi tubulosi). Gli involucri a forma campanulata o urceolata, sono formati da due serie di squame. Il ricettacolo è provvisto di pagliette con ampie ali che racchiudono in alcuni casi gli acheni.
Fiori. I fiori sono tetra-ciclici (ossia sono presenti 4 verticilli: calice – corolla – androceo – gineceo) e pentameri (ogni verticillo ha in genere 5 elementi). I fiori sono inoltre ermafroditi e zigomorfi o actinomorfi.
- Formula fiorale:

*/x K {\displaystyle \infty }, [C (5), A (5)], G 2 (infero), achenio
- Calice: i sepali del calice sono ridotti ad una coroncina di squame.
- Corolla: il colore delle corolle è prevalentemente giallo o blu in Catananche, o altrimenti bianco o rosa.
- Androceo: gli stami sono 5 con filamenti liberi e distinti, mentre le antere sono saldate in un manicotto (o tubo) circondante lo stilo.[13] Le antere alla base sono acute. Il polline è tricolporato.[14]
- Gineceo: lo stilo è filiforme, mentre gli stigmi dello stilo sono due divergenti e ricurvi. L'ovario è infero uniloculare formato da 2 carpelli. Gli stigmi sono filiformi e con superficie stigmatica interna.[15]

Frutti'. I frutti sono degli acheni con pappo. Gli acheni sono senza becco; il pappo può essere assente o formato da una coroncina apicale di squame anche lesiniformi.

## Biologia
- Impollinazione: l'impollinazione avviene tramite insetti (impollinazione entomogama tramite farfalle diurne e notturne).
- Riproduzione: la fecondazione avviene fondamentalmente tramite l'impollinazione dei fiori (vedi sopra).
- Dispersione: i semi (gli acheni) cadendo a terra sono successivamente dispersi soprattutto da insetti tipo formiche (disseminazione mirmecoria). In questo tipo di piante avviene anche un altro tipo di dispersione: zoocoria. Infatti gli uncini delle brattee dell'involucro si agganciano ai peli degli animali di passaggio disperdendo così anche su lunghe distanze i semi della pianta.

## Distribuzione e habitat
La distribuzione delle specie di questo gruppo è circoscritta principalmente al Mediterraneo, Africa del Nord  e Asia occidentale. In Italia sono presenti i seguenti generi: Catananche e Scolymus.

## Tassonomia
La famiglia di appartenenza di questa voce (Asteraceae o Compositae, nomen conservandum) probabilmente originaria del Sud America, è la più numerosa del mondo vegetale, comprende oltre 23.000 specie distribuite su 1.535 generi, oppure 22.750 specie e 1.530 generi secondo altre fonti (una delle checklist più aggiornata elenca fino a 1.679 generi). La famiglia attualmente (2021) è divisa in 16 sottofamiglie.

### Filogenesi
Il genere di questa voce appartiene alla sottotribù Scolyminae della tribù Cichorieae (unica tribù della sottofamiglia Cichorioideae). In base ai dati filogenetici la sottofamiglia Cichorioideae è il terz'ultimo gruppo che si è separato dal nucleo delle Asteraceae (gli ultimi due sono Corymbioideae e Asteroideae). La sottotribù Scolyminae è uno dei cladi iniziali che si sono separati dalla tribù. La posizione delle Scolyminae all'interno della tribù delle Cichorieae è abbastanza centrale e risulta  “gruppo fratello” di due grandi cladi a loro volta monofiletici: (1) Cichoriinae, Microseridinae, Hieraciinae e (2) Crepidinae, Chondrillinae, Hypochaeridinae, Hyoseridinae, Lactucinae.
La sottotribù è di recente costituzione; la circoscrizione attuale è stata fatta in base a studi molecolari di tipo filogenetico. Fino a pochi anni fa alcuni generi erano descritti in altri gruppi: Catananche e Hymenonema nella sottotribù Catananchinae e Gundelia nella tribù Gundelieae. La monofilia delle Scolyminae è ben supportata. All'interno della sottotribù i due generi Scolymus e Hymenonema formano un clade ben definito (monofiletico - il "core" della sottotribù), mentre il genere  Catananche è un “gruppo fratello” di questo clade; il genere  Gundelia, in posizione "basale", infine è un “gruppo fratello” di tutta la sottotribù.
Il seguente cladogramma indica la posizione dei generi nella sottotribù.
|  | Catananche                                              |
|  |                                                         |
|  | \| \| Hymenonema \| \| \| \| \| \| Scolymus \| \| \| \| |
|  |                                                         |
|  | Hymenonema                                              |
|  |                                                         |
|  | Scolymus                                                |
|  |                                                         |

|  | Hymenonema |
|  |            |
|  | Scolymus   |
|  |            |

|  | Catananche                                              |
|  |                                                         |
|  | \| \| Hymenonema \| \| \| \| \| \| Scolymus \| \| \| \| |
|  |                                                         |
|  | Hymenonema                                              |
|  |                                                         |
|  | Scolymus                                                |
|  |                                                         |

|  | Hymenonema |
|  |            |
|  | Scolymus   |
|  |            |

I caratteri più distintivi per questa sottotribù sono:
- i fusti sono alati;
- negli organi interni sono presenti sia condotti resiniferi che canali laticiferi;
- alcune parti delle piante possono essere spinose;
- l'origine delle specie è soprattutto relativa al Vecchio Mondo.

Il numero cromosomico delle specie della sottotribù è: 2n = 10 - 20. Sono presenti sia specie diploidi che tetraploidi.
Il genere Rothmaleria che nel passato veniva collegato alle Scolyminae, attualmente, secondo le ultime analisi molecolari è stato collegato al genere Tolpis e quindi messo nella sottotribù delle Cichoriinae.

### Età di divergenza
Il tempo di divergenza stimato per Catananche e il clade Hymenonema-Scolymus dal loro più recente antenato comune è stimato in 17,5 milioni di anni. Per il tempo di divergenza tra gli ultimi due generi si ha 9,2 milioni di anni.  La diversificazione all'interno dei tre generi sembra molto più recente e va dal circa 5 milioni di anni per Catananche e circa 4 milioni di anni per Scolymus e solo circa 1.3 milioni di anni per Hymenonema.

### Composizione della sottotribù
La sottotribù comprende 4 generi e 26 specie.

| Genere                 | N. specie | Distribuzione                                        | Caratteri principali |
| ---------------------- | --------- | ---------------------------------------------------- | --- |
| Catananche L., 1753    | 5         | Mediterraneo                                         | Le venature delle foglie sono parallele. - Le brattee dell'involucro son 5 - 7. - I margini delle brattee involucrali sono argentei e brillanti. - Il ricettacolo è setoloso. |
| Gundelia L., 1753      | 16        | Asia (dal Medio oriente e Turchia all'Asia centrale) | L'habitus è formato da robuste erbe perenni. - Le foglie sono molto spinose. - I capolini, aggregati in sinfiorescenze, sono formati da un fiore.                             |
| Hymenonema Cass., 1817 | 2         | Grecia (endemismo)                                   | I margini delle brattee dell'involucro sono scariosi. - Le venature delle foglie sono pennate. - Il ricettacolo ha delle pagliette periferiche.                               |
| Scolymus L., 1753      | 3         | Macaronesia e Mediterraneo                           | I fusti sono alati. - I capolini sono sessili. - Gli organi interni hanno sia condotti resiniferi che canali laticiferi. - Le foglie sono vistosamente spinose.               |

### Specie spontanee italiane
In Italia allo stato spontaneo, per questa sottotribù, sono presenti le seguenti specie:
Catananche:
- Catananche caerulea  L.
- Catananche lutea  L.

Scolymus
- Scolymus grandiflorus Desf.
- Scolymus hispanicus  L.
- Scolymus maculatus  L.